# Antropowo
Antropowo (russisch Антропово) ist eine Siedlung (possjolok) in der Oblast Kostroma (Russland) mit 3598 Einwohnern (Stand 14. Oktober 2010). Es liegt an der Transsibirischen Eisenbahn (Streckenkilometer 546 ab Moskau).
Von 1970 bis vor 2002 besaß der Ort den Status einer Siedlung städtischen Typs. Das Dorf ist Verwaltungszentrum des Rajons (Landkreises) Antropowo.
In Antropowo existiert ein Gedenkmuseum für den dort geborenen Armeegeneral Michail Malinin (1899–1960).
Bevölkerungsentwicklung
| Jahr | Einwohner |
| ---- | --------- |
| 1939 | 1624      |
| 1970 | 3098      |
| 1979 | 3417      |
| 1989 | 4207      |
| 2002 | 3834      |
| 2010 | 3598      |

Anmerkung: Volkszählungsdaten